# 法比奥·本奇文加
法比奥·本奇文加（義大利語：Fabio Bencivenga，1976年1月20日—），意大利前男子水球运动员。他曾代表意大利国家队参加1996年、2000年、2004年和2008年夏季奥林匹克运动会水球比赛。